# 松本敏雄
松本 敏雄（まつもと としお、1941年〈昭和16年〉 - 2022年〈令和4年〉7月17日）は、日本の天文学者。学位は、理学博士（名古屋大学・1972年）（学位論文「黄道光の成因について 」）。名古屋大学教授・宇宙航空研究開発機構教授を経て、宇宙航空研究開発機構名誉教授。位階勲等は従四位瑞宝中綬章。

## 人物
愛知県名古屋市出身。名古屋大学大学院にて早川幸男に師事、1972年3月、学位論文「黄道光の成因について 」で名古屋大学より理学博士の学位を取得。  
名古屋大学教授を経て宇宙航空研究開発機構（JAXA）で宇宙からの赤外線観測を進めた。1970年代には気球観測により世界で初めて近赤外領域における銀河バルジ構造を明らかにし、1980年代には観測ロケットにより近赤外線による系外銀河光、宇宙背景放射の観測を始めた。1995年には日本初の赤外線宇宙望遠鏡IRTSを、2006年には我が国初の赤外線天文衛星あかり (ASTRO-F) を打ち上げた。これにより本格的な赤外線観測を行い、近赤外領域に既知の天体では説明出来ない空の明るさ、揺らぎが存在することを見いだした。
JAXAを2005年に退職し、JAXA名誉教授となる。2008年から4年間ソウル大学の、また2012年から4年間台湾中央研究院の招聘研究員を勤め、研究を続けた。
神奈川県の葉山町に在住。
2022年（令和4年）7月17日、死去。死没日付で従四位に叙され、瑞宝中綬章を受章した。

## 経歴
- 1941年 愛知県名古屋市に生まれる
- 1960年 愛知県立旭丘高等学校卒業
- 1964年 名古屋大学理学部物理学科卒業
- 1966年 名古屋大学大学院理学研究科修士課程修了
- 1969年 名古屋大学大学院理学研究科博士課程修了、名古屋大学理学部助手
- 1978年 名古屋大学理学部助教授
- 1988年 名古屋大学理学部教授
- 1996年 文部省宇宙科学研究所教授
- 2003年 宇宙航空研究開発機構 (JAXA) 宇宙科学本部教授
- 2005年 宇宙航空研究開発機構退職、宇宙航空研究開発機構名誉教授
- 2008年 ～ 大韓民国ソウル大学招聘研究員

併任
- 1997～2001年 東京大学大学院理学系研究科教授
- 2003～2005年 総合研究大学院大学数物科学研究科教授

## 受賞歴
- 1988年 仁科記念賞
- 2004年 大和エイドリアン賞

## 栄典
- 2022年（令和4年）7月17日 - 従四位・瑞宝中綬章

## 著書・雑誌記事/コラム
- 現代の宇宙論　早川幸男、佐藤文隆共著、名古屋大学出版会、1988年
- ISASニュース　No.287 夜空は明るい!?、2005年2月
- 天文月報2005年11月号 赤外背景放射で探る宇宙最初の星形成
- JAXAコラム 特集「あかり」の成果を祝す
- 総研大ジャーナル　赤外線天文衛星のソフトウェア開発